# Wehlitz (Schkeuditz)

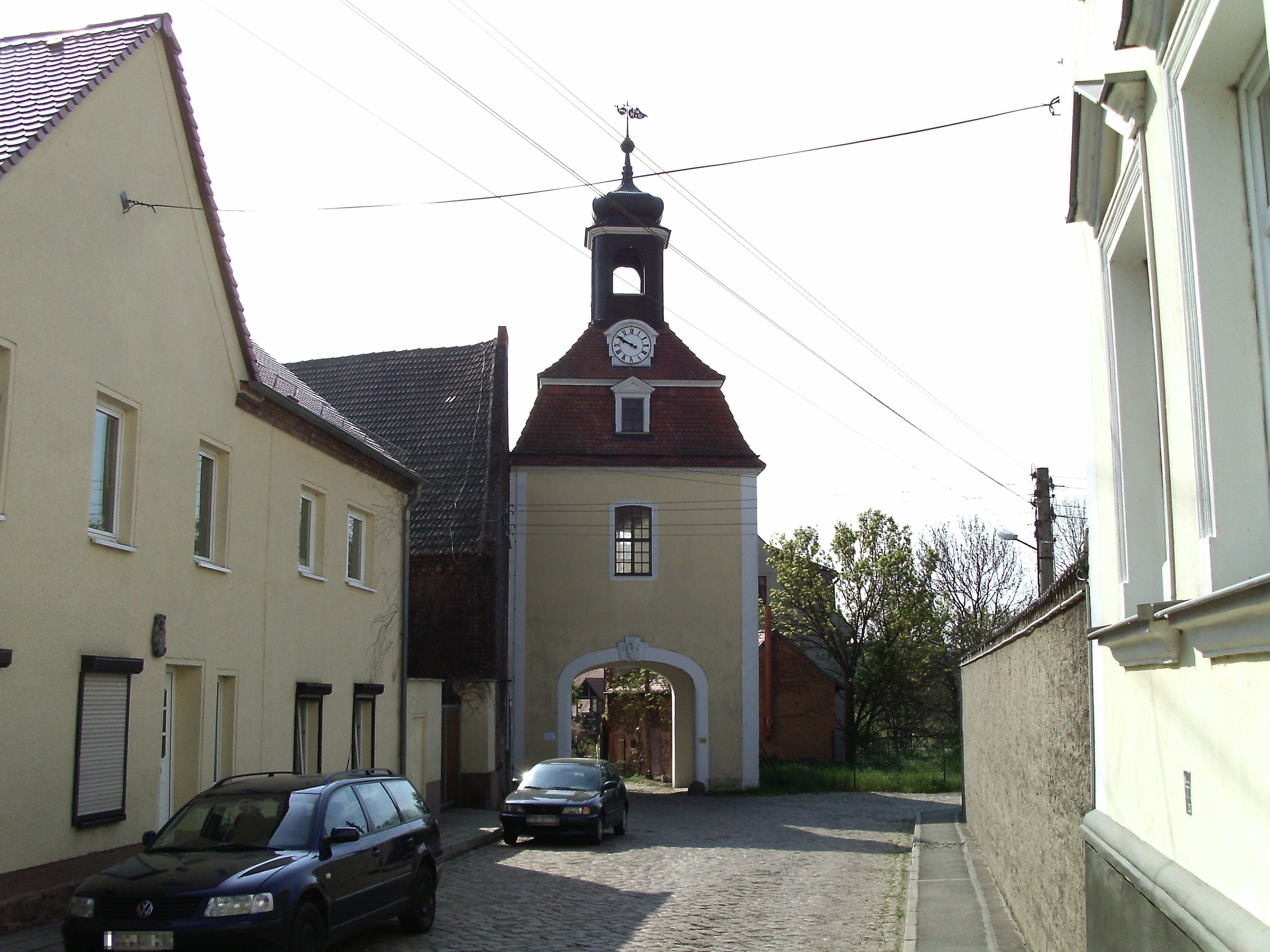
Torturm des Rittergutes Wehlitz

Wehlitz ist ein Ort in der sächsischen Stadt Schkeuditz im Landkreis Nordsachsen ohne Ortsteilstatus.

## Geographie
Wehlitz liegt zweieinhalb Kilometer westsüdwestlich des Schkeuditzer Stadtzentrums an der Landesgrenze zu Sachsen-Anhalt. Umgebende Orte sind Rübsen und Ermlitz im Westen, Großkugel und Beuditz im Nordwesten, Kursdorf im Nordosten, Schkeuditz im Osten sowie Kleinliebenau und Maßlau im Süden.
Südlich der Ortslage fließt die Weiße Elster westwärts und nimmt südwestlich von Wehlitz die Neue Luppe auf. Der Elsterbogen an der Stadtgrenze ist mit 91,1 m ü. NN der niedrigste Punkt von Schkeuditz.

## Geschichte
Das Gassengruppendorf Wehlitz wurde 1240 als Weliz urkundlich erwähnt. Es gehörte Mitte des 16. Jahrhunderts grundherrschaftlich zu einem Teil dem Amt Schkeuditz, das auch die höhere Verwaltung ausübte. Nach dem Wiener Kongress lag Wehlitz in dem Teil Sachsens, der an Preußen abgetreten werden musste. Es kam 1816 zum Kreis Merseburg in der Provinz Sachsen und verblieb bei diesem bis zur Verwaltungsreform in der DDR, als es 1952 dem Kreis Leipzig-Land zugeordnet wurde. Bereits zwei Jahre zuvor wurde Wehlitz am 1. Juli 1950 nach Schkeuditz eingemeindet.

### Bevölkerungsentwicklung
| Jahr | Einwohner |
| ---- | --------- |
| 1818 | 423       |
| 1880 | 593       |
| 1895 | 774       |
| 1910 | 1477      |
| 1925 | 1515      |
| 1939 | 1674      |
| 1946 | 2002      |

Im Jahr 1568 wurden 32 Bauernwirtschaften in Wehlitz gezählt, deren Zahl sich bis 1716 auf 44 erhöhte. Nach dem Siebenjährigen Krieg waren im Jahr 1764 in Wehlitz und der wüsten Mark Wilsdorf noch 24 Bauernwirtschaften und 22 Häuslerstellen vorhanden.
Die Einwohnerzahl lag 1818 bei 423 und stieg bis 1880 auf 593, von denen 29 auf dem Rittergut lebten. In den 15 Jahren von 1895 bis 1910 verdoppelte sich die Einwohnerzahl nahezu von 774 auf 1477. In den folgenden Jahrzehnten stieg die Einwohnerzahl weiter und erreichte nach dem Zweiten Weltkrieg rund 2000. Mit der Eingemeindung nach Schkeuditz endet die amtliche Erhebung.

## Verkehr
Von der Landesgrenze kommend führt die S 8 durch Wehlitz zum Stadtzentrum. Westlich der Ortslage verläuft die A 9 in einer Nord-Süd-Richtung, die nördlich an der 1,5 Kilometer entfernten Anschlussstelle Großkugel auf die B 6 trifft, von der wiederum die B 186 abzweigt und nördlich von Wehlitz nach Schkeuditz führt. Nördlich der Anschlussstelle Großkugel befindet sich das Schkeuditzer Kreuz, an dem die A 14 in West-Ost-Richtung verläuft. Zwischen der A 14 und der B 6 liegt der Flughafen Leipzig/Halle.
Jeweils im Stundentakt verbinden die PlusBus-Linie 724 Merseburg–Schkeuditz und die Stadtbuslinie 191 Wehlitz mit der Kernstadt, dem Bahnhof sowie dem DHL-Hub.

## Persönlichkeiten
- Johann Friedrich Krietsch (* 1804), Begründer der Krietschmühle in Wurzen